# Anisostachya arida
Anisostachya arida är en akantusväxtart som först beskrevs av Scott Elliot, sine ref., och fick sitt nu gällande namn av Raymond Benoist. Anisostachya arida ingår i släktet Anisostachya och familjen akantusväxter. Inga underarter finns listade i Catalogue of Life.